# État local du marché
L'état local du marché est, en France, un ensemble de données brutes remis conformément à l’article L. 330-3 du code de commerce, dit loi Doubin du 31 décembre 1989, et à l'article R. 330-1 du même code à toute personne souhaitant rejoindre un réseau commercial.

## Définition
L'état local du marché ne fait l'objet d'aucune définition légale ou réglementaire.  
Il est un ensemble d'informations brutes, sincères et vérifiables relatives à la situation d'un marché, déterminé par la rencontre de l'offre et de la demande. Il comprend alors notamment la situation sociale, économique et démographique de la zone concédée à un futur distributeur. 
L'état local décrit : 
- la typologie de la clientèle (âge, sexe, catégorie socio-professionnelle) ;
- le nombre de prospect sur la zone concédée ;
- la concurrence (nombre, adresse des points de vente, politique tarifaire, chiffre d'affaires, etc.) ;
- les caractéristiques économiques et géographiques de la zone.

Une définition précise est proposée par les praticiens : "Il est constitué d'un ensemble de données brutes, regroupées au sein d’un document présentant les principales caractéristiques du territoire sur lequel un distributeur doit exercer son activité. Il décrit au besoin la typologie de la clientèle (Age, Sexe, CSP), le nombre de prospect sur la zone concédée, la concurrence (nombre, adresse des points de vente, politique tarifaire, chiffre d'affaires, etc.), les caractéristiques économique et géographiques de la zone".
L'état local du marché doit viser les concurrents directs.

## Analyse juridique
L'état local du marché doit nécessairement figurer dans le DIP et ne peut donc faire l'objet d'une dispense de communication. Toutefois, les imperfections d'un état local du marché n'emporte pas nécessairement nullité du contrat de distribution en vue duquel le DIP a été remis (CA Paris, 7 oct. 2015, n°13/09827 ; CA Aix-en-Provence, 4 avril 2012, n°11/06645).
L'état local du marché ne doit pas être confondu avec une étude de marché. L'état local montre la situation actuelle d'une zone alors qu'une étude de marché a pour but de définir la part de marché potentiel d'une future implantation. Cette différence fondamentale a déjà été rappelé dans plusieurs jurisprudence "la présentation de l'état général et local du marché ne peut être confondue avec une étude de marché, dont l'établissement appartient au franchisé en tant que commerçant indépendant." Cour d'appel de Douai 20 janvier 2011 ; « l'obligation légale d'information pré-contractuelle n'impose pas la réalisation d'une étude de marché ». Cour de cassation chambre commerciale pourvoi n°10-15436, 27 avril 2011. De manière plus générale, le franchisé est tenu par un devoir de "se" renseigner (F.-L. Simon, Le devoir du franchisé de « se » renseigner, Etude d'ensemble.